# Ai no Uta: Magenta Rain
Singles de Nanase Aikawa
R-Shitei
(2003) Mangekyou / Unlimited
(2004)
Ai no Uta: Magenta Rain est le 24e single de Nanase Aikawa, sorti sous le label Avex Trax le 21 janvier 2004 au Japon. Il atteint la 55e place du classement de l'Oricon et reste classé pendant 2 semaines pour un total de 8 000 exemplaires vendus. Ai no Uta: Magenta Rain se trouve sur l'album 7 seven et sur la compilation Rock or Die. Dahlia -She Knows Love- se trouve aussi sur l'album 7 seven.

## Liste des titres
| 1. | Ai no Uta: Magenta Rain (愛ノ詩 -マジェンタレイン-) |  |
| 2. | Dahlia -She Knows Love- (ダリア －She Knows Love－) |  |
| 3. | Sakura no Requiem (桜のレクイエム)                  |  |